# Екълс
Вижте пояснителната страница за други значения на Екълс.
Ѐкълс (на английски: Eccles, [ˈɛkəlz]) е град в северозападна Англия, част от графство Голям Манчестър. Населението му е около 39 000 души (2011).
Разположен е на 33 метра надморска височина в Манчестърската конурбация, на северния бряг на Манчестърския канал и на 6 километра западно от центъра на Манчестър. Селището възниква през XIII век и през XIX век се превръща в промишлено и жилищно предградие на Манчестър.

## Известни личности
Родени в Екълс
- Сидни Чапман (1888 – 1970), математик и геофизик